# Grattacieli del Messico
Lista dei 29 grattacieli più alti del Messico
| Posizione | Nome                              | Immagine                    | Altezza metri (piedi) | Piani | Anno dell'inaugurazione | Città                  | Note                                                                                    |
| --------- | --------------------------------- | --------------------------- | --------------------- | ----- | ----------------------- | ---------------------- | --------------------------------------------------------------------------------------- |
| 1         | Torre KOI                         | Torre Koi                   | 279,5 m (917 ft)      | 64    | 2017                    | San Pedro Garza García | Edificio più alto del Messico.                                                          |
| 2         | Torre Reforma                     | Torre Reforma               | 246,6 m (809 ft)      | 57    | 2016                    | Mexico City            | Edificio più alto di Città del Messico.                                                 |
| 3         | Chapultepec Uno*                  |                             | 241,6 m (793 ft)      | 58    | 2019                    | Mexico City            | Completato a marzo 2018.                                                                |
| 4         | Torre BBVA Bancomer               | Torre BBVA Bancomer         | 234,9 m (771 ft)      | 50    | 2015                    | Mexico City            | [ 7 ]                                                                                   |
| 5         | Torre Mayor                       | Torre Mayor                 | 225,4 m (740 ft)      | 55    | 2003                    | Mexico City            | [ 8 ]                                                                                   |
| 6         | Torre Ejecutiva Pemex             | Torre Ejecutiva Pemex       | 211,3 m (693 ft)      | 52    | 1982                    | Mexico City            | [ 9 ]                                                                                   |
| 7         | Pabellón M                        | Pabellón M                  | 206,5 m (677 ft)      | 47    | 2015                    | Monterrey              | [ 10 ]                                                                                  |
| 8         | Hotel Riu Plaza Guadalajara       | Hotel Riu Plaza Guadalajara | 204 m (669 ft)        | 42    | 2011                    | Guadalajara            | [ 11 ] [ 12 ]                                                                           |
| 9         | Torre Paradox                     |                             | 200 m (660 ft)        | 62    | 2018                    | Mexico City            | [ 13 ]                                                                                  |
| 10        | Torre Altus                       | Torre Altus                 | 195 m (640 ft)        | 44    | 1998                    | Mexico City            | [ 14 ] [ 15 ]                                                                           |
| 11        | World Trade Center Mexico City    | World Trade Center México   | 191,3 m (628 ft)      | 50    | 1994                    | Mexico City            | [ 16 ]                                                                                  |
| 12        | Torre Reforma Latino              |                             | 185 m (607 ft)        | 46    | 2015                    | Mexico City            | [ 17 ]                                                                                  |
| 13        | Metropolitan Center Torre II      |                             | 181 m (594 ft)        | 52    | 2017                    | San Pedro Garza Garcia | [ 18 ]                                                                                  |
| 14=       | Torre Ciudadana                   |                             | 180 m (590 ft)        | 36    | 2010                    | Monterrey              | [ 19 ]                                                                                  |
| 14=       | Torres Cuarzo                     |                             | 180 m (590 ft)        | 40    | 2017                    | Mexico City            | [ 20 ]                                                                                  |
| 14=       | Peninsula Tower                   |                             | 180 m (590 ft)        | 51    | 2014                    | Mexico City            | [ 21 ]                                                                                  |
| 15        | Hyatt Regency Andares             | Hyatt Regency Andares       | 173 m (568 ft)        | 41    | 2016                    | Zapopan                | [ 22 ]                                                                                  |
| 16        | LIU Residences EAST               |                             | 172 m (564 ft)        | 39    | 2012                    | San Pedro Garza García | [ 23 ]                                                                                  |
| 17        | Torre Aura Altitude               |                             | 171,6 m (563 ft)      | 44    | 2007                    | Zapopan                | [ 24 ]                                                                                  |
| 18        | Elite Residences Sirocco*         |                             | 171 m (561 ft)        | 36    | 2018                    | Mexico City            | Strutturalmente completato nel 2015 ma lavori sono ancora in corso.                     |
| 19        | Torre Avalanz                     |                             | 167 m (548 ft)        | 43    | 2000                    | San Pedro Garza Garcia | [ 27 ]                                                                                  |
| 20        | Torre Latinoamericana             | Torre Latinoamericana       | 166 m (545 ft)        | 44    | 1956                    | Mexico City            | Primo grattacielo in Messico. Primo grattacielo a essere costruito in una zona sismica. |
| 21        | Torre Punta Reforma               |                             | 163,7 m (537 ft)      | 37    | 2015                    | Mexico City            | [ 30 ]                                                                                  |
| 22        | Corporativo Bansi*                |                             | 162,7 m (534 ft)      | 32    | 2018                    | Guadalajara            | Completato a fine 2018                                                                  |
| 23        | Arcos Bosques Corporativo Marco I | Torre Arcos Bosques 1       | 161,5 m (530 ft)      | 33    | 1996                    | Mexico City            | [ 33 ]                                                                                  |
| 24        | Arcos Bosques Marco II            | Torre Arcos Bosques 2       | 161,2 m (529 ft)      | 34    | 2008                    | Mexico City            | [ 34 ]                                                                                  |
| 25        | Torre Diana                       |                             | 158,3 m (519 ft)      | 33    | 2016                    | Mexico City            | [ 35 ]                                                                                  |
| 26        | Torre Sofia                       |                             | 158 m (518 ft)        | 39    | 2014                    | San Pedro Garza Garcia | [ 36 ] [ 37 ]                                                                           |
| 27        | Torre Helicon                     |                             | 156,2 m (512 ft)      | 33    | 2011                    | San Pedro Garza Garcia | [ 38 ]                                                                                  |
| 28        | Reforma 342                       |                             | 152,1 m (499 ft)      | 34    | 2012                    | Mexico City            | [ 39 ] [ 40 ]                                                                           |
| 29        | Saqqara Residences 1              |                             | 150 m (490 ft)        | 37    | 2015                    | San Pedro Garza Garcia | [ 41 ]                                                                                  |